# Clifford Gray
Clifford Gray   (Chicago, 29 de gener de 1892 - San Diego, 9 de novembre de 1969) va ser un pilot de bobsleigh estatunidenc que va competir durant les dècades de 1920 i 1930.
El 1928 va prendre part en els Jocs Olímpics de Sankt Moritz, on guanyà la medalla d'or en la prova de bobs a 5 formant equip amb Billy Fiske, Geoffrey Mason, Richard Parke i Nion Tucker. Quatre anys més tard, als Jocs de Lake Placid guanyà la medalla d'or en la prova del bobs a 4 fent equip amb Billy Fiske, Edward Eagan i Jay O'Brien.
El 1937 guanyà la medalla de bronze al Campionat del Món de Bobsleigh i Skeleton.
De jove estudià a la Lake Forest Academy i la Cornell University.